# 金謂鏐
金謂鏐（？年—？年）。湖北省京山縣人，道光十五年（1835年）乙未科進士。曾任四川省綦江縣知縣、南川縣知縣。曾任道光《重慶府志》協修。道光十六年署崇慶州知州